# 알제리 코뮌
알제리 코뮌(아랍어: بلدية 은 알제리의 3단계 행정 구역이며 2002년 기준으로 이 곳에는 1,541개의 시가 존재한다.